# Clarkia jolonensis
Clarkia jolonensis là một loài thực vật có hoa trong họ Anh thảo chiều. Loài này được Parn. mô tả khoa học đầu tiên năm 1970.